# Lijst van rijksmonumenten in Stevensweert
De plaats Stevensweert telt 22 inschrijvingen in het rijksmonumentenregister. Hieronder een overzicht.
| Object                                                                                  | Oorspronkelijke functie?  | Bouwjaar                    | Architect | Locatie | Coördinaten?                 | Nr.?   | Afbeelding                                                                              |
| --------------------------------------------------------------------------------------- | ------------------------- | --------------------------- | --------- | --- | ---------------------------- | ------ | --------------------------------------------------------------------------------------- |
| Zeshoekige gebastionneerde vesting                                                      | Fort, vesting en -onderdl | 16e eeuw                    |           | Oude centrum Stevensweer; restanten o.a. zichtbaar bij Singelstraat Noord en Bastion Holland, en in het stratenpatroon van de stad (De Wal, Singelstraat Noord, Oost, Zuid en West | 51° 7' 59" NB, 5° 50' 46" OL | 34885  | Meer afbeeldingen                                                                       |
| Eenvoudig huisje                                                                        | Woonhuis                  | 19e eeuw                    |           | Mandenmakersstraat 1 | 51° 7' 54" NB, 5° 50' 45" OL | 34886  | Meer afbeeldingen                                                                       |
| Eenvoudig huisje                                                                        | Woonhuis                  | 19e eeuw                    |           | Mandenmakersstraat 3 | 51° 7' 55" NB, 5° 50' 45" OL | 34887  | Eenvoudig huisje                                                                        |
| Huis met verdieping en zadeldak                                                         | Woonhuis                  | tweede helft 19e eeuw       |           | Mandenmakersstraat 5 | 51° 7' 55" NB, 5° 50' 45" OL | 34888  | Huis met verdieping en zadeldak                                                         |
| Schuur met zadeldak, topgevel met vlechtingen duivengaten                               | Boerderij                 | 18e eeuw                    |           | Mandenmakersstraat 9 | 51° 7' 56" NB, 5° 50' 45" OL | 34889  | Meer afbeeldingen                                                                       |
| Sint-Stephanuskerk                                                                      | Kerk en kerkonderdeel     | 1781                        |           | Jan van Steffeswertplein 3 | 51° 7' 55" NB, 5° 50' 40" OL | 34890  | Meer afbeeldingen                                                                       |
| R.K. Pastorie. Huis met verdieping en schilddak                                         | Kerkelijke dienstwoning   | 1787-19e eeuw               |           | Jan van Steffeswertplein 4 | 51° 7' 55" NB, 5° 50' 41" OL | 34891  | Meer afbeeldingen                                                                       |
| Hoekhuis met zadeldak evenwijdig aan de straat                                          | Woonhuis                  | 19e eeuw                    |           | Singelstraat Noord 2 | 51° 7' 55" NB, 5° 50' 42" OL | 34892  | Meer afbeeldingen                                                                       |
| Monumentaal huis met verdieping en zadeldak tussen topgevels met vlechtingen            | Woonhuis                  | 1829                        |           | Singelstraat West 11 | 51° 7' 52" NB, 5° 50' 38" OL | 34893  | Meer afbeeldingen                                                                       |
| Huis met zadeldak evenwijdig aan de straat en een gepleisterde voorgevel met koetspoort | Woonhuis                  | 19e eeuw                    |           | Singelstraat West 15 | 51° 7' 54" NB, 5° 50' 39" OL | 34894  | Huis met zadeldak evenwijdig aan de straat en een gepleisterde voorgevel met koetspoort |
| Huis met zadeldak evenwijdig aan de straat                                              | Werk-woonhuis             | tweede helft 19e eeuw       |           | Singelstraat West 19 | 51° 7' 54" NB, 5° 50' 40" OL | 34895  | Huis met zadeldak evenwijdig aan de straat                                              |
| Monumentaal huis                                                                        | Woonhuis                  | 18e eeuw                    |           | Singelstraat West 2 | 51° 7' 52" NB, 5° 50' 39" OL | 34896  | Meer afbeeldingen                                                                       |
| Gouvernementshuis, thans hervormde pastorie                                             | Bestuursgebouw en onderdl | 17e eeuw                    |           | Jan van Steffeswertplein 16 | 51° 7' 53" NB, 5° 50' 42" OL | 34898  | Meer afbeeldingen                                                                       |
| Eenvoudig huis met zadeldak evenwijdig aan de straat en een dichtgemetselde poort       | Woonhuis                  | 18e eeuw                    |           | Jan van Steffeswertplein 17 | 51° 7' 53" NB, 5° 50' 41" OL | 34899  | Eenvoudig huis met zadeldak evenwijdig aan de straat en een dichtgemetselde poort       |
| Hervormde kerk                                                                          | Kerk en kerkonderdeel     | 1819 (bouw) 1864 (verbouwd) |           | Jan van Steffeswertplein 18 | 51° 7' 54" NB, 5° 50' 40" OL | 34900  | Meer afbeeldingen                                                                       |
| Hoekhuis                                                                                | Woonhuis                  | 19e eeuw                    |           | Jan van Steffeswertplein 13 | 51° 7' 53" NB, 5° 50' 45" OL | 34901  | Meer afbeeldingen                                                                       |
| Huis                                                                                    | Woonhuis                  | 19e eeuw                    |           | Jan van Steffeswertplein 9 | 51° 7' 54" NB, 5° 50' 44" OL | 34902  | Huis                                                                                    |
| Huis                                                                                    | Woonhuis                  | 19e eeuw                    |           | Jan van Steffeswertplein 8 | 51° 7' 55" NB, 5° 50' 43" OL | 34903  | Huis                                                                                    |
| Groot huis met gepleisterde lijstgevel                                                  | Woonhuis                  | 19e eeuw                    |           | Jan van Steffeswertplein 5 | 51° 7' 55" NB, 5° 50' 42" OL | 34904  | Meer afbeeldingen                                                                       |
| Hompesche Molen                                                                         | Industrie- en poldermolen | 1722                        |           | Bilt 1 | 51° 7' 14" NB, 5° 50' 10" OL | 34905  | Meer afbeeldingen                                                                       |
| Voormalig Raadhuis Stevensweert                                                         | Bestuursgebouw en onderdl | 1858                        |           | Jan van Steffeswertplein 1 | 51° 7' 55" NB, 5° 50' 38" OL | 522196 | Meer afbeeldingen                                                                       |